# Hüingsen (Hemer)
Hüingsen ist seit der kommunalen Neuordnung, die am 1. Januar 1975 in Kraft trat, ein Ortsteil der Stadt Hemer in Nordrhein-Westfalen. Zuvor gehörte die Siedlung zur selbstständigen Gemeinde Ihmert, die sie am 1. Januar 1969 von Evingsen übernommen hatte.
Hüingsen liegt im äußersten Südosten der Stadt an der Grenze zu den Nachbarstädten Balve im Osten, Neuenrade im Südosten und Altena im Süden. Auf Hemeraner Stadtgebiet ist Hüingsen umgeben von Heidermühle im Nordosten, Stodt und Heide im Norden sowie Schwarzpaul im Westen.
In wirtschaftlicher Hinsicht ist Hüingsen von der Land- und Forstwirtschaft geprägt.